# Chemin sans issue
Chemin sans issue est un roman policier de Georges Simenon, paru en 1938.

## Résumé
Vladimir et Blinis, deux Russes blancs unis par une longue amitié de misère qui remonte au temps de leur jeunesse et de la Révolution d'octobre 1917, sont tous deux au service de Jeanne Papelier, femme extravagante qui mène la grande vie sur la Côte d'Azur : ils sont plus particulièrement affectés à l'entretien de son yacht, « l'Elektra », qui ne quitte guère le port d'Antibes.
Pourtant, quelque chose sépare Vladimir de Blinis, et qui s'est brusquement révélé à l'arrivée d'Hélène, la fille de Jeanne : Blinis, en dépit de tout, a conservé une sérénité naturelle qui lui vaut aussitôt l'intérêt affectueux de la jeune fille. Celle-ci n'a, au contraire, que mépris pour Vladimir, qui se soûle quotidiennement « chez Polyte », et est l'esclave de cette mère dévoyée, trois fois mariée et qu'elle connaît à peine. Par jalousie, Vladimir glisse un brillant de Jeanne dans les vêtements de Blinis et le fait ainsi renvoyer pour vol. Néanmoins, ce départ ne modifie pas l'attitude d'Hélène qui n'adressera la parole, plus tard, à Vladimir que pour lui demander, contre une forte somme, un service dont le caractère honteux est toujours à la mesure de son mépris : Hélène, qui attend un enfant de Blinis, voudrait avorter. Vladimir n'a pas caché à Jeanne la vérité sur l'affaire du vol. Mais, alors qu'elle y voit le signe de ce lâche désespoir qui la lie corps et âme à Vladimir, ce dernier est de plus en plus rongé par un remords qui, un jour, débouche sur la révolte.
Cette femme laide, alcoolique et dénaturée, coupable en somme de tout le mal, il va l'étrangler puis, ainsi délivré, partir à la recherche de Blinis, qu'il finira par retrouver à Varsovie dans un asile de nuit. Blinis n'est plus qu'une épave : Vladimir arrive en sauveur, animé du rêve de revivre avec lui le temps heureux de leur jeunesse où ils s'aimaient comme des frères. Rêve insensé auquel il renonce pour renvoyer Blinis rejoindre Hélène, qui attend son enfant près de Melun, après lui avoir laissé presque tout l'argent qu'il possède. Quant à lui, il assumera la misère qui était celle de Blinis à Varsovie.

## Aspects particuliers du roman
Une amitié entre deux hommes scellée par l’origine d’une misère commune : brisée par la jalousie de l’un, elle se renoue après l’épreuve d’une libération qui les rejettera cependant loin de l’autre.

## Fiche signalétique de l'ouvrage

### Cadre spatio-temporel

#### Espace
Golfe-Juan, près d’Antibes, Cannes, Varsovie.

#### Temps
Époque contemporaine (allusion à la Révolution russe).

### Les personnages

#### Personnage principal
Vladimir, Russe émigré en France. Domestique et amant de Jeanne Papelier. Célibataire. Âge mûr.

#### Autres personnages
- Jeanne Papelier, riche rentière, la cinquantaine
- Hélène, fille du premier mariage de Jeanne
- Georges Kalenine, dit Blinis, compatriote et ami de Vladimir, également au service de Jeanne.

## Éditions
- Édition originale : Gallimard, 1938
- Folio Policier n° 247, 2002  (ISBN 978-2-07-042233-3)
- Tout Simenon, tome 20, Omnibus, 2003  (ISBN 978-2-258-06105-7)
- Romans durs, tome 3, Omnibus, 2012  (ISBN 978-2-258-09357-7)
- Romans durs, tome 3, Omnibus, 2023  (ISBN 978-2-258-20260-3)

## Adaptations
- La Californie, film de Jacques Fieschi, avec Nathalie Baye et Roschdy Zem (2006).

## Source
- Maurice Piron, Michel Lemoine, L'Univers de Simenon, guide des romans et nouvelles (1931-1972) de Georges Simenon, Presses de la Cité, 1983, p. 64-65  (ISBN 978-2-258-01152-6)